# Oostkamp
Oostkamp – miejscowość i gmina w Belgii, w Regionie Flamandzkim, w prowincji Flandria Zachodnia, w okręgu Brugia. 1 stycznia 2024 r. liczyła 24 275 mieszkańców.

## Podział administracyjny
W skład gminy wchodzą trzy dzielnice (deelgemeente):
- Hertsberge
- Ruddervoorde
- Waardamme

## Współpraca
Miejscowości partnerskie:
- Bad Langensalza, Niemcy
- Bad Nauheim, Niemcy
- Chaumont, Francja